# اسکات ساتر
اسکات لی ساتر (انگلیسی: Scott Lee Sutter؛ زادهٔ ۱۳ مهٔ ۱۹۸۶) یک بازیکن فوتبال اهل سوئیس است.
وی همچنین در تیم ملی فوتبال سوئیس بازی کرده‌است.